# Buch.ch
buch.ch ist eine Marke der Orell Füssli Thalia AG. Die frühere buch.ch AG mit Sitz in Winterthur wurde am 21. März 2013 infolge Fusion auf die Thalia Bücher AG in Basel, eine Tochterfirma der deutschen Buchhandelskette Thalia, aus dem Handelsregister gelöscht.
Kerngeschäft von buch.ch ist der Vertrieb von Büchern, Hörbüchern, E-Books, CDs, DVDs und Software über das Internet. 

## Geschichte
Die buch.ch AG war 1996 die erste Buchhandlung der Schweiz, die mit dem Vertrieb von Büchern über das Internet startete. Das Unternehmen, das damals zur Buchhandlung Schneebeli AG gehörte, entwickelte sich zum Marktführer im schweizerischen Internetbuchhandel mit einem Umsatz von 4 Mio. sfr 1999,  in dem es erstmals einen Gewinn erwirtschaftete und 13 Mitarbeiter (10,4 Vollzeitstellen) beschäftigte. 1999 wurde buch.ch von der Schneebeli AG an das Unternehmen buecher.de verkauft, das damals zur Mediantis AG gehörte, und die Internetadresse wurde auf mediantis.ch umgestellt. hatte 2000 hatte das Unternehmen buch.ch 19.000 Kunden und wurde in die buch ch AG umgewandelt. Die Internetadresse wurde aber bereits 2001 wieder in buch.ch geändert.
Buch.ch wurde im November 2001 von der  Mediantis AG für 2,7 Mio. DM an die im westfälischen Münster ansässige buch.de internetstores AG verkauft, deren Tochtergesellschaft sie seitdem war. 2008 waren für die buch.ch AG 33 Mitarbeiter tätig.
Der Umsatz der buch.ch AG betrug 16,8 Millionen Euro.
2010 übernahm Buch.ch die im Jahr 2000 gegründete Internetbuchhandlung Lesen.ch.
2013 wurde die Firma aus dem Handelsregister gelöscht und ist nun eine Marke von Orell Füssli Thalia, einem Unternehmen, das selbst erst 2013 aus der Fusion der Buchhandelssparte von Orell Füssli mit der Schweizer Sparte der zur deutschen Douglas Holding gehörenden Buchhandelskette Thalia entstanden ist.